# Kulturpreis der Stadt Leoben
Der Kulturpreis der Stadt Leoben, früher Kulturförderpreis der Stadt Leoben, wird seit 1992 von der Stadtgemeinde Leoben vergeben.

## Kulturpreis
Die Verleihung des Kulturpreises wurde im Jahr 1992 vom Gemeinderat der Stadt Leoben beschlossen und erfolgte zunächst jährlich, seit 2015 im Zweijahresrhythmus, zur Anerkennung besonderer Leistungen in den Bereichen Literatur, Musik, darstellende und bildende Kunst sowie Wissenschaft. Über die Vergabe entscheidet eine Jury, der neben dem amtierenden Bürgermeister und dem zuständigen Kulturreferenten auch drei Vertreterinnen bzw. Vertreter der jeweiligen Kultursparte angehören. Die Auszeichnung wurde zunächst ausschließlich an österreichische Staatsbürger vergeben, die entweder in Leoben geboren wurden oder dort wohnhaft sind und deren Schaffen geeignet ist, die kulturelle Bedeutung der Stadt besonders hervorzuheben. Die Vergabe findet stets im Folgejahr für das vorangegangene Jahr statt.
Bei der erstmaligen Vergabe des Preises war dieser mit 20.000 Schilling dotiert. Heute (Stand: 2025) beläuft sich die Dotierung auf 3.600 Euro.
Im vierten Stock des Leobener Rathauses befinden sich linker Hand an der Gangwand gerahmte Porträts der Ausgezeichneten mit Begleittext.

## Preisträger
- 1992: Günther Freitag[1]
- 1993: Elfriede Baumgartner
- 1994: Leobener Ensemble unter der Leitung von Rene Zöllinger
- 1995: Johann Svoboda
- 1996: Andreas Wieser
- 1997: Wolfgang Dobrowsky
- 1998: Günter Schilhan
- 1999: Obersteirischer Kulturbund
- 2000: Herbert Lerchegger
- 2001: Initiatoren der „Operette in Leoben“ am Stadttheater Leoben mit Horst Zander, Hannes Moscher und Karl Heinrich Tinti
- 2002: Wilfried Seipel
- 2003: Thomas Stipsits
- 2004 Obersteirischer Trachtenverband und Musikverein Leoben
- 2005: Uschi Payer
- 2006: Paul Rotterdam
- 2007: Arno Grünberger[2]
- 2008: Armin Russold
- 2009: Alois J. Hochstrasser
- 2010: Markus J. Plöbst
- 2011: Eva K. Anderson
- 2012: Georg Brandner
- 2013: Günter Windisch
- 2014: Fest der Nationen mit Erika Augustin und Cornelia Praschag
- 2015: Erika Hoványi
- 2017: Gotthard Fellerer
- 2019: Sandra Wollner[4]
- 2021: Theater-Duo SteinÖllingermit Viktoria Steiner und Susanne Zöllinger
- 2023: Trachtenverein Steirerherzen Seegraben